# 26. ročník udílení Cen Sdružení filmových a televizních herců
26. ročník udílení Cen Sdružení filmových a televizních herců se konal dne 19. ledna 2020. Ocenění se předalo nejlepším filmovým a televizním vystoupením v roce 2019. Nominace byly oznámeny 11. prosince 2019. Ceremoniál vysílaly stanice TNT a TBS.
Dne 12. listopadu 2019 bylo oznámeno, že Robert De Niro získá cenu Celoživotní ocenění.

## Vítězové a nominovaní

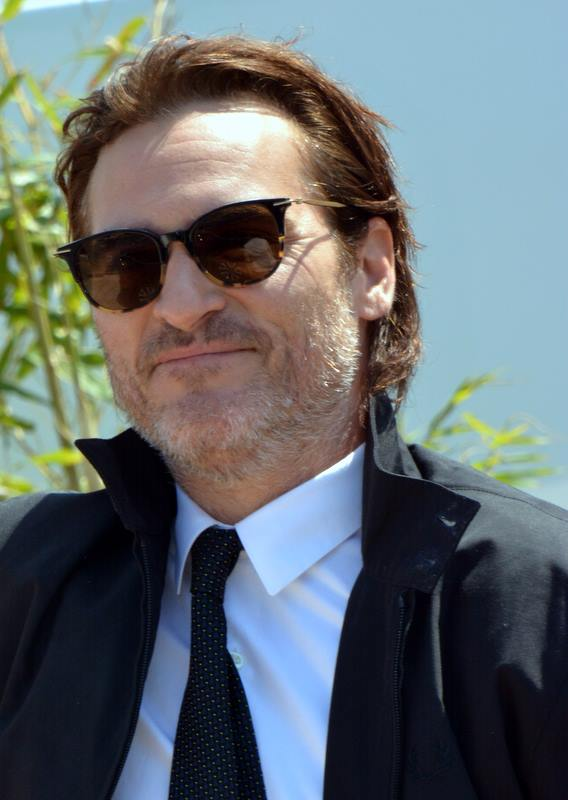
Joaquin Phoenix, vítěz v kategorii nejlepší mužský herecký výkon v hlavní roli za výkon ve filmu Joker

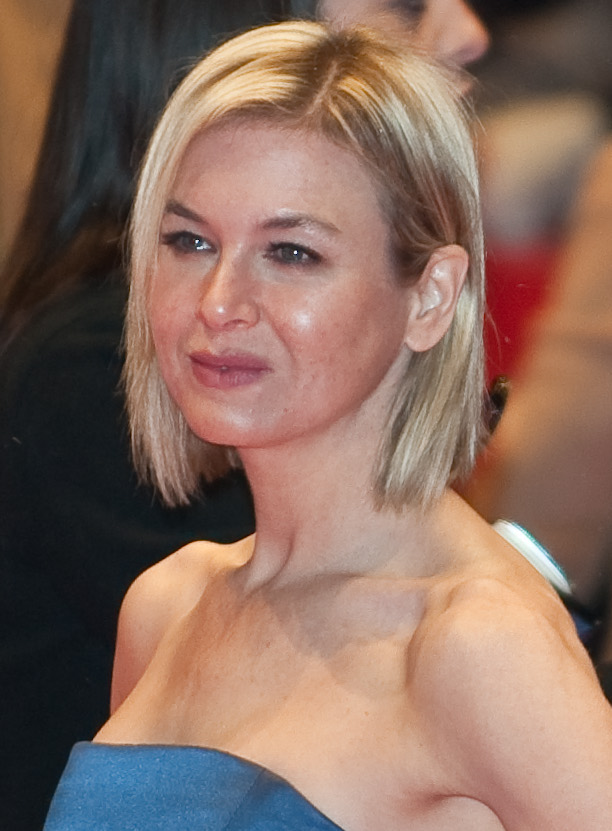
Renée Zellweger, vítězka v kategorii nejlepší ženský herecký výkon v hlavní roli za výkon ve filmu Judy

Tučně jsou označeni vítězové.

### Film
| Nejlepší mužský herecký výkon v hlavní roli | Nejlepší ženský herecký výkon v hlavní roli |
| --- | --- |
| Joaquin Phoenix jako Arthur Fleck / Joker – Joker - Christian Bale jako Ken Miles – Le Mans '66 - Leonardo DiCaprio jako Rick Dalton – Tenkrát v Hollywoodu - Adam Driver jako Charlie Barber – Manželská historie - Taron Egerton jako Elton John – Rocketman | Renée Zellweger jako Judy Garland – Judy - Cynthia Erivo jako Harriet Tubman – Harriet - Scarlett Johansson jako Nicole Barber – Manželská historie - Lupita Nyong'o jako Adelaide Wilson / Red – My - Charlize Theron jako Megyn Kelly – Šokující odhalení        |
| Nejlepší mužský herecký výkon ve vedlejší roli | Nejlepší ženský herecký výkon ve vedlejší roli |
| Brad Pitt jako Cliff Booth – Tenkrát v Hollywoodu - Jamie Foxx jako Walter McMillian – Obhájce Nevinných - Tom Hanks jako Fred Rogers – Výjimeční přátelé - Al Pacino jako Jimmy Hoffa – Irčan - Joe Pesci jako Russell Bufalino – Irčan | Laura Dern jako Nora Fanshaw – Manželská historie - Scarlett Johansson jako Rosie Betzler – Králíček Jojo - Nicole Kidman jako Gretchen Carlson – Bombshell - Jennifer Lopez jako Ramona Vega – Zlatokopky - Margot Robbie jako Kayla Pospisil – Šokující odhalení |
| Nejlepší obsazení ve filmu | |
| Parazit – Jang Hye-jin, Cho Yeo-jeong, Choi Woo-shik, Jung Hyun-joon, Jung Ji-so, Lee Jung-eun, Lee Sun-kyun, Park So-dam, Park Myung-hoon a Song Kang-ho - Šokující odhalení – Connie Britton, Allison Janney, Nicole Kidman, John Lithgow, Malcolm McDowell, Kate McKinnonová, Margot Robbie a Charlize Theron - Irčan – Bobby Cannavale, Robert De Niro, Stephen Graham, Harvey Keitel, Al Pacino, Anna Paquin, Joe Pesci a Ray Romano - Králíček Jojo – Alfie Allen, Roman Griffin Davis, Scarlett Johansson, Thomasin McKenzie, Stephen Merchant, Sam Rockwell, Taika Waititi a Rebel Wilson - Tenkrát v Hollywoodu – Austin Butler, Julia Butters, Bruce Dern, Leonardo DiCaprio, Dakota Fanning, Emile Hirsch, Damian Lewis, Mike Moh, Timothy Olyphant, Al Pacino, Luke Perry, Brad Pitt, Margaret Qualley a Margot Robbie | |

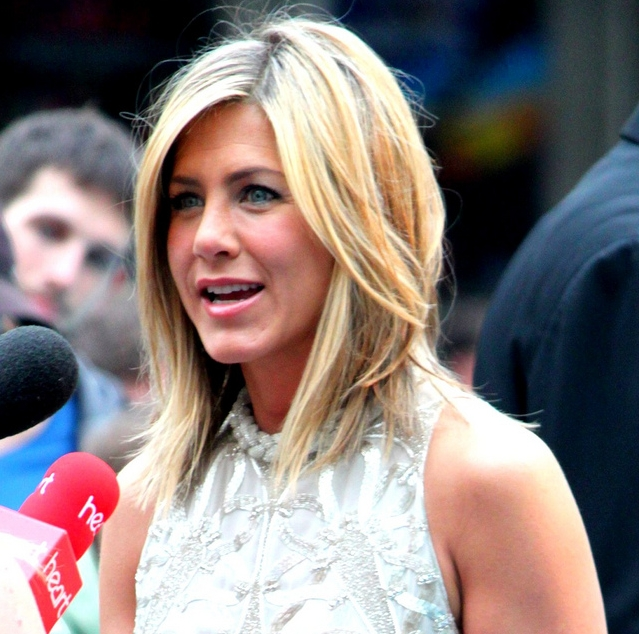
Jennifer Aniston, vítězka v kategorii nejlepší ženský herecký výkon v hlavní roli za výkon v dramatickém seriálu The Morning Show

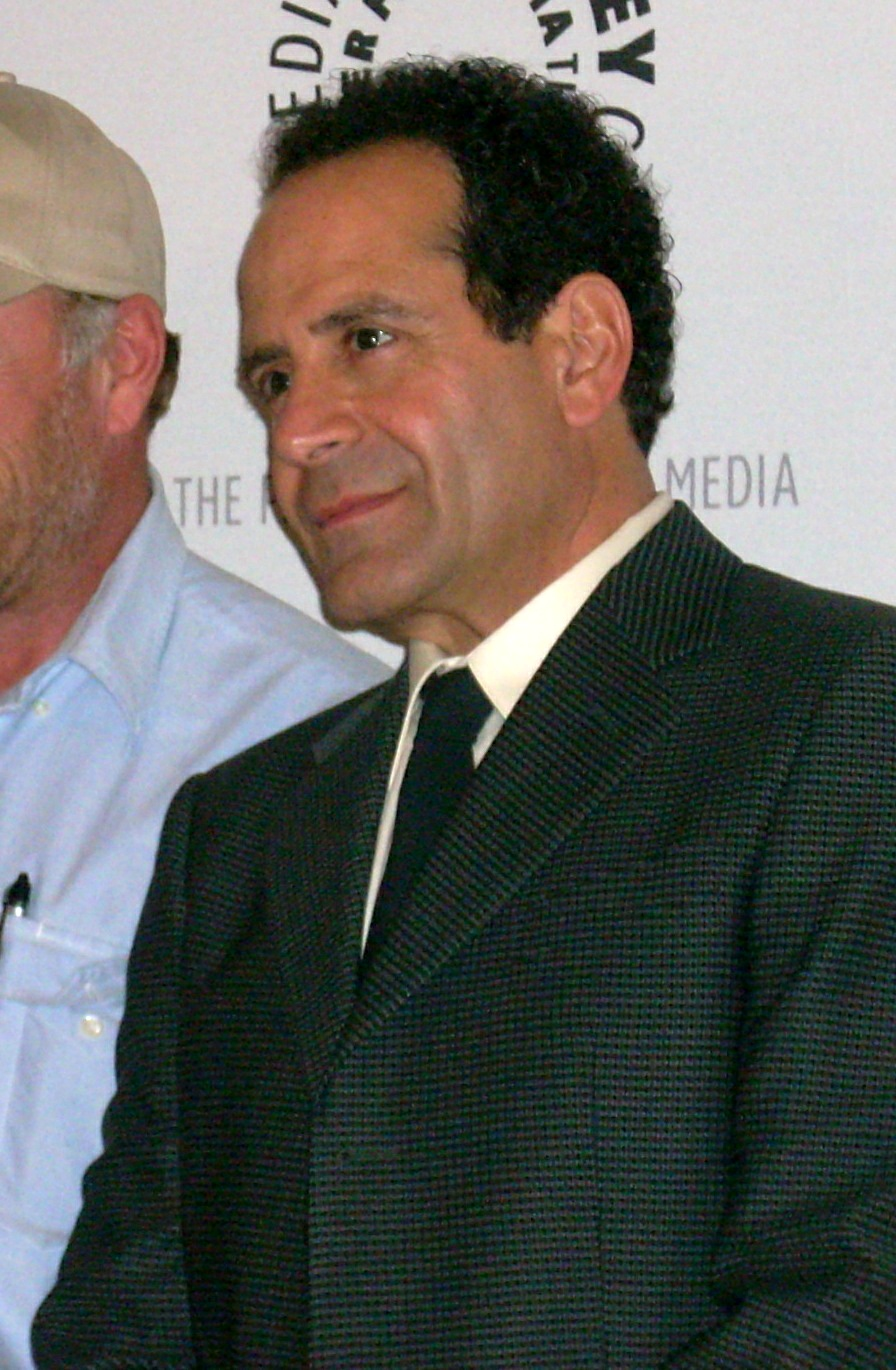
Tony Shalhoub, vítěz v kategorii nejlepší mužský herecký výkon za výkon v seriálu Úžasná paní Maiselová

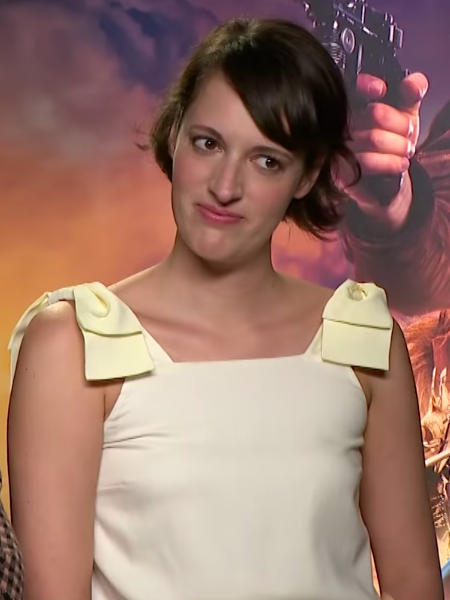
Phoebe Waller-Bridge, vítězka v kategorii nejlepší ženský herecký výkon za výkon v komediálním seriálu Potvora

| Nejlepší výkon kaskaderského souboru ve filmu | |
| Avengers: Endgame - Le Mans '66 - Irčan - Joker - Tenkrát v Hollywoodu | |

### Televize
| Nejlepší mužský herecký výkon v seriálu (drama) | Nejlepší ženský herecký výkon v seriálu (drama) |
| --- | --- |
| Peter Dinklage jako Tyrion Lannister – Hra o trůny - Sterling K. Brown jako Randall Pearson – Tohle jsme my - Steve Carell jako Mitch Kessler – The Morning Show - Billy Crudup jako Corey Ellison – The Morning Show - David Harbour jako Jim Hopper – Stranger Things | Jennifer Aniston jako Alex Levy – The Morning Show - Helena Bonham Carter jako princezna Margaret – Koruna - Olivia Colmanová jako královna Alžběta II – Koruna - Jodie Comer jako Oksana Astankova / Villanelle – Na mušce - Elisabeth Mossová jako June Osborne/Offred – Příběh služebnice    |
| Nejlepší mužský herecký výkon v seriálu (komedie) | Nejlepší ženský herecký výkon v seriálu (komedie) |
| Tony Shalhoub jako Abe Weissman – Úžasná paní Maiselová - Michael Douglas jako Sandy Kominsky – Kominského metoda - Alan Arkin jako Norman Newlander – Kominského metoda - Bill Hader jako Barry Berkman / Barry Block – Barry - Andrew Scott jako kněz – Potvora | Phoebe Waller-Bridge jako potvora – Potvora - Christina Applegate jako Jen Harding – Smrt nás spojí - Alex Borsteinová jako Susie Myerson – Úžasná paní Maiselová - Rachel Brosnahanová jako Miriam Maisel – Úžasná paní Maiselová - Catherine O'Hara jako Moira Rose – Městečko Schitt's Creek |
| Nejlepší mužský herecký výkon v minisérii nebo TV filmu | Nejlepší ženský herecký výkon v minisérii nebo TV filmu |
| Sam Rockwell jako Bob Fosse – Fosse/Verdonová - Mahershala Ali jako Wayne Hays – Temný případ - Russell Crowe jako Roger Ailes – Nejsilnější hlas - Jared Harris jako Valery Legasov – Čenobyl - Jharrel Jerome jako Korey Wise – Když nás vidí | Michelle Williamsová jako Gwen Verdon – Fosse/Verdonová - Patricia Arquette jako Dee Dee Blanchard – Odhalení - Toni Collette jako detektiv Grace Rasmussen – Neuvěřitlená - Joey King jako Gypsy Rose Blanchard – Odhalení - Emily Watson jako Ulana Khomyuk – Čenobyl                         |
| Nejlepší obsazení (drama) | |
| Koruna – Marion Bailey, Helena Bonham Carter, Olivia Colmanová, Charles Dance, Ben Daniels, Erin Doherty, Charles Edwards, Tobias Menzies, Josh O'Connor, Sam Phillips, David Rintoul a Jason Watkins - Sedmilhářky – Ian Armitage, Darby Camp, Cameron Crovetti, Nicholas Crovetti, Laura Dern, Martin Donovan, Merrin Dungey, Crystal Fox, Ivy George, Nicole Kidman, Zoë Kravitz, Kathryn Newton, Jeffrey Nordling, Denis O'Hare, Adam Scott, Alexander Skarsgård, Douglas Smith, Meryl Streep, James Tupper, Robin Weigert, Reese Witherspoonová a Shailene Woodley - Hra o trůny – Alfie Allen, Pilou Asbæk, Jacob Anderson, John Bradley, Gwendoline Christie, Emilia Clarkeová, Nikolaj Coster-Waldau, Ben Crompton, Liam Cunningham, Joe Dempsie, Peter Dinklage, Richard Dormer, Nathalie Emmanuel, Jerome Flynn, Iain Glen, Kit Harington, Lena Headeyová, Isaac Hempstead Wright, Conleth Hill, Kristofer Hivju, Rory McCann, Hannah Murray, Staz Nair, Daniel Portman, Bella Ramsey, Richard Rycroft, Sophie Turner, Rupert Vansittart a Maisie Williamsová - Příběh služebnice – Alexis Bledel, Madeline Brewer, Amanda Brugel, Ann Dowd, O. T. Fagbenle, Joseph Fiennes, Kristen Gutoskie, Nina Kiri, Ashleigh LaThrop, Elisabeth Mossová, Yvonne Strahovski, Bahia Watson, Bradley Whitford a Samira Wiley - Stranger Things – Millie Bobby Brownová, Cara Buono, Jake Busey, Natalia Dyer, Cary Elwes, Priah Ferguson, Brett Gelman, David Harbour, Maya Hawke, Charlie Heaton, Andrey Ivchenko, Joe Keery, Gaten Matarazzo, Caleb McLaughlin, Dacre Montgomery, Michael Park, Francesca Reale, Winona Ryder, Noah Schnapp, Sadie Sink a Finn Wolfhard | |
| Nejlepší obsazení (komedie) | |
| Úžasná paní Maiselová – Caroline Aaron, Alex Borsteinová, Rachel Brosnahanová, Marin Hinkle, Stephanie Hsu, Joel Johnstone, Jane Lynch, Leroy McClain, Kevin Pollak, Tony Shalhoub, Matilda Szydagis, Brian Tarantina a Michael Zegen - Barry – Nikita Bogolyubov, Darrell Britt-Gibson, D'Arcy Carden, Andy Carey, Anthony Carrigan, Troy Caylak, Rightor Doyle, Patricia Fa'Asua, Alejandro Furth, Sarah Goldberg, Nick Gracer, Bill Hader, Kirby Howell-Baptiste, Michael Irby, John Pirruccello, Stephen Root a Henry Winkler - Potvora – Sian Clifford, Olivia Colmanová, Brett Gelman, Bill Paterson, Andrew Scott a Phoebe Waller-Bridge - Kominského metoda – Jenna Lyng Adams, Alan Arkin, Sarah Baker, Casey Thomas Brown, Michael Douglas, Lisa Edelstein, Paul Reiser, Graham Rogers, Jane Seymour, Melissa Tang a Nancy Travis - Městečko Schitt's Creek – Chris Elliott, Emily Hampshire, Daniel Levy, Eugene Levy, Sarah Levy, Dustin Milligan, Annie Murphy, Catherine O'Hara, Noah Reid, Jennifer Robertson a Karen Robinson | |
| Nejlepší výkon kaskaderského souboru | |
| Hra o trůny - GLOW: Nádherné ženy wrestlingu - Stranger Things - Živí mrtví - Watchmen | |

### Celoživotní ocenění
- Robert De Niro